# Donald S. Sanford
Donald S. Sanford (* 17. März 1918; † 8. Februar 2011 in Atlanta, Georgia) war ein US-amerikanischer Drehbuchautor.

## Leben
Donald S. Sanford diente während des Zweiten Weltkriegs als chief sonar soundman bei der United States Navy. Nach seinen drei Jahren Dienstzeit begann er für Radiosendungen zu schreiben. Ab Anfang der 1950er Jahre wechselte er zum Fernsehen und schrieb bis Ende der 1960er Jahre Dutzende Fernsehfolgen für Serien wie Perry Mason, Bonanza und Rauchende Colts. Mit den Filmen Alarmstart für Geschwader Braddock, Moskito-Bomber greifen an und Tauchfahrt in die Hölle debütierte Sanford 1969 als Drehbuchautor für Langspielfilme. Sein bekanntestes Drehbuch war für den 1976 erschienenen und von Jack Smight inszenierten Kriegsfilm Schlacht um Midway, mit Henry Fonda und Charlton Heston in den Hauptrollen. Drei Jahre später, nach seinem Drehbuch zu Stansbury Inc., beendete er seine Filmkarriere und wurde Vorsitzender von Stansbury Inc., einem Minenunternehmen, welches Vermiculit abbaute.
Am 8. Februar 2011 verstarb Sanford im Alter von 92 Jahren. Er hinterließ seine Ehefrau, mit der er 35 Jahre lang zusammen lebte und die drei gemeinsamen Stiefkinder.

## Filmografie (Auswahl)

### Film
- 1969: Alarmstart für Geschwader Braddock (The Thousand Plane Raid)
- 1969: Moskito-Bomber greifen an (Mosquito Squadron)
- 1969: Tauchfahrt in die Hölle (Submarine X-1)
- 1976: Schlacht um Midway (Midway)
- 1978: Todesflug 401 (Crash)
- 1979: Zum Überleben verdammt (Ravagers)

### Serie
- 1949–1950: The Plainclothesman (26 Folgen)
- 1950–1952: Martin Kane, Private Eye (17 Folgen)
- 1954–1958: Passport to Danger (vier Folgen)
- 1956–1957: Telephone Time (11 Folgen)
- 1957–1958: Perry Mason (drei Folgen)
- 1958–1959: Dezernat M (M Squad, drei Folgen)
- 1959: Der Texaner, eine Folge
- 1959–1960: Bonanza (drei Folgen)
- 1959–1961: Letter to Loretta (fünf Folgen)
- 1960–1962: Thriller (15 Folgen)
- 1966–1967: Gefährlicher Alltag (Felony Squad, sechs Folgen)
- 1970–1971: Rauchende Colts (Gunsmoke, drei Folgen)